# Período del Gran Principado (Holstein)
El Período del Gran Principado (en alemán: Großfürstliche Zeit), también traducido a veces como Período del Gran Ducado, es el término por el que se conocen las tres décadas, entre 1743 y 1773, en las que los dominios del Ducado de Holstein controlados por la Casa de Holstein-Gottorp fueron regentados desde Oranienbaum, en el Imperio ruso, por el príncipe heredero Pedro Fiódorovich (futuro emperador de Rusia, Pedro III), perteneciente a la misma dinastía (Románov-Holstein-Gottorp). El resto de los dominios holsteinianos quedaban bajo soberanía danesa.

## Historia

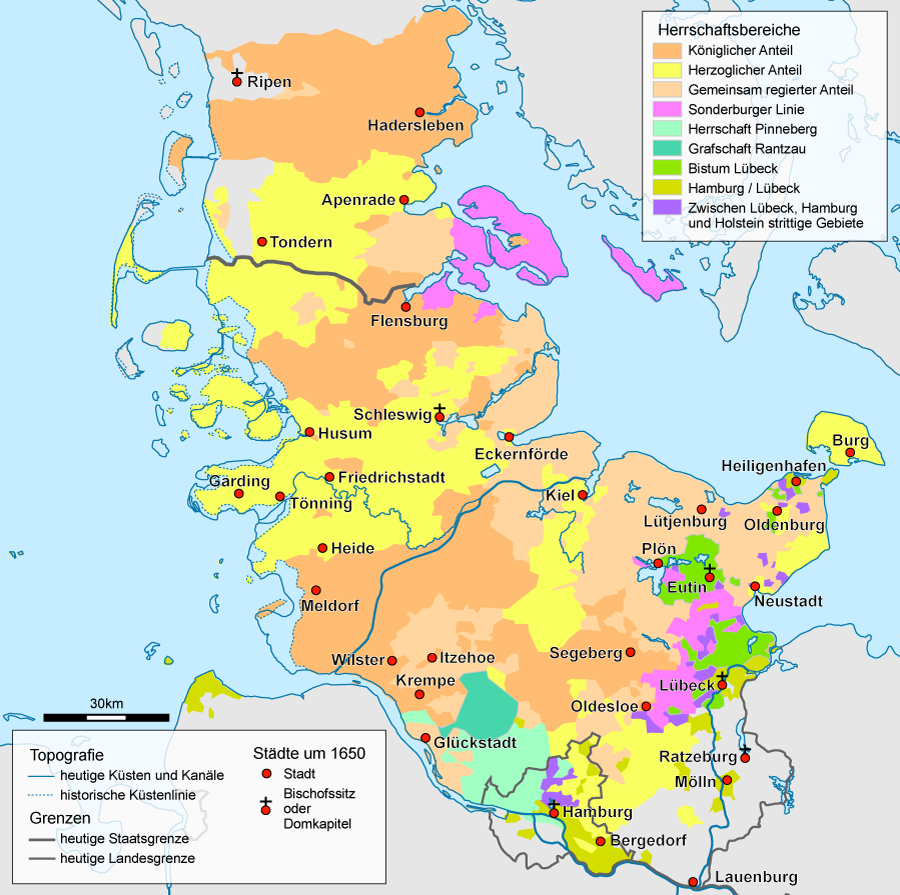
División de los ducados de Schleswig y Holstein en la segunda mitad del.

Durante la segunda parte de la gran guerra del Norte (1700-1721), el Ducado de Holstein se afianzó, junto a grandes porciones de Schleswig, como parte de los dominios de los Holstein-Gottorp, que durante esos años formaban el linaje ducal Schleswig-Holstein-Gottorp. Sin embargo, en la Paz de Frederiksborg firmada en julio de 1720 (que puso fin a las hostilidades interescandinavas, algo más de un año antes del final de la guerra), dicha dinastía, que formaba parte de la alianza sueca (el bando vencido en la guerra), perdió sus posesiones en Schleswig y todos los territorios no tradicionalmente pertenecientes a ella. Sus dominios en Holstein, por tanto, se redujeron a sus posesiones en Kiel, Neumünster, Bordesholm, Reinbek, Trittau y Cismar. Estos territorios formaban lo que se llegaba a conocer como el Holstein ducal o Holstein-Gottorp, mientras que la mayor parte de la región, bajo jurisdicción de la monarquía danesa (Casa de Oldenburgo) formaban el Holstein real.
Holstein-Gottorp estaba bajo influencia y el poder judicial del Sacro Imperio, como lo había sido desde la guerra de los Treinta Años (y como parte de Holstein desde finales del siglo XV), si bien el Imperio no sería parte de las disputas territoriales sobre el ducado en sí (pero sí mediaría en sus relaciones con otros territorios bajo su influencia, siendo notorio el caso de la Ciudad Libre de Hamburgo, como el fallo de 1618 a favor de Hamburgo o el Tratado de Gottorp). Aun así, la región sería un frente en el que se visibilizaba la pugna religiosa-territorial-dinástica entre los Habsburgo y los Románov.
A finales de 1742, el príncipe Pedro de la renovada casa Románov (ahora rama de Holstein-Gottorp y por tanto rama cadete de Oldemburgo), duque de Holstein-Gottorp desde 1739, se convirtió en heredero al trono ruso. A partir de ese momento comienza en los territorios de Holstein-Gottorp el período conocido como «del Gran Principado», debido a la condición de su duque como príncipe heredero (aunque no se puede hablar de un Gran Principado de Holstein). Este designó ese mismo año a Oranienbaum como su residencia de verano y, de paso, sede de gobierno de sus dominios jutlandeses. Siendo príncipe y duque a la vez, y ya que la palabra alemana Fürst no tiene una traducción directa (se suele traducir como ‘príncipe’ en sentido estrictamente territorial), su título como regente de Holstein (Großfürst ) se ha traducido tradicionalmente en el ámbito europeo como ‘gran duque’, si bien como título ruso se mantiene la traducción de ‘gran príncipe’.
Con su coronación como Pedro III de Rusia dos décadas después (en enero de 1962), se produjo la unión del título ducal con el título imperial ruso bajo unión personal. De los asuntos e intereses de la casa imperial rusa en Holstein se ocupaban los consejeros estatales (Geheimrat) Caspar von Saldern y Friedrich von Buchwaldt, en calidad de «gobernadores de facto». Pedro III siempre consideraba Holstein como parte integral de su legado y tenía el anhelo de hacerse con el dominio de la totalidad del territorio, en una pugna entre dos ramas de la Casa de Oldenburgo, la danesa y la alemana. Tras su coronación, empezó un acercamiento al rey de Prusia, Federico II el Grande, entonces rival del los daneses, a pesar de sus posiciones antirrusas en la guerra de los Siete Años que se estaba librando en ese momento, con lo que se logró en poco tiempo la paz con Prusia. Aquello se interpretaba por el pueblo ruso como una cesión debida la influencia alemana de su linaje (el propio Pedro hablaba más alemán que ruso), aunque también quiso aprovechar las tensiones que hubo en este momento entre Prusia y Dinamarca-Noruega (a pesar de que el reino danés se había mantenido neutral en la guerra). Pedro III llegó a planear un ataque ruso contra Dinamarca para recuperar los territorios de Holstein, pero este se vio frustrado tras ser destronado al poco tiempo (en julio de ese mismo año) por su esposa, Catalina la Grande.

### Fin del período
En 1766, la zarina rusa, relacionada con la dinastía Holstein-Gottorp no solo por su exmarido sino también por su madre, Juana Isabel, quería asegurar la buena voluntad del soberano danés mientras defendía una política de expansión contra los otomanos y la República de las Dos Naciones. Se mostró dispuesta a intercambiar reivindicaciones sobre los territorios de Holstein-Gottorp por territorios en la Baja Sajonia: los condados de Delmenhorst y Oldenburgo. Aquello se materializó en el Tratado de Tsárskoye Seló de 1773, con lo que la monarquía danesa, ya soberana sobre las «partes reales» de Holstein, ganó acceso al resto de territorio como ducado (dentro del marco legal del Sacro Imperio), convirtiéndose la práctica totalidad de las regiones de Schleswig y Holstein en territorio danés. El negociador por el bando ruso-holsteiniano, el consejero granducal Caspar von Saldern, tuvo que lidiar con muchos aspectos regionales complicados, como el largo conflicto territorial con la ciudad de Hamburgo, antes de dar por buenas las negociaciones.
Como resultado de los cambios territoriales, el acuerdo marcó el final del Período del Gran Ducado (o Gran Principiado) y el comienzo del Período del Estado Total (Gesamtstaatliche Zeit). Durante el Período del Gran Principiado, y especialmente tras el final de la guerra nórdica de los Siete Años, Holstein disfrutaba de una época de paz relativamente larga, caracterizada por la prosperidad económica, a pesar de las tensiones regionales y los conflictos armados de la época.